# Golden City
Golden City é uma cidade localizada no estado americano de Missouri, no Condado de Barton.

## Demografia
Segundo o censo americano de 2000, a sua população era de 884 habitantes.
Em 2006, foi estimada uma população de 913, um aumento de 29 (3.3%).

## Geografia
De acordo com o United States Census Bureau tem uma área de
2,7 km², dos quais 2,7 km² cobertos por terra e 0,0 km² cobertos por água. Golden City localiza-se a aproximadamente 321 m acima do nível do mar.

## Localidades na vizinhança
O diagrama seguinte representa as localidades num raio de 24 km ao redor de Golden City.